# National Advisory Committee for Aeronautics
National Advisory Committee for Aeronautics (Comitè Consultiu Nacional d'Aeronàutica o NACA) va ser una agència federal dels EUA fundada el 3 de març de 1915 per realitzar, promoure i institucionalitzar la recerca aeronàutica. L'1 d'octubre de 1958, l'organisme va ser dissolt, i els seus actius i personal van ser transferits a la recentment creada Administració Nacional d'Aeronàutica i de l'Espai (NASA). NACA es pronuncia com lletres individuals, i no com a acrònim.